# Suzuki Landy
Der Suzuki Landy ist ein Van von Suzuki, der mittlerweile in vierter Generation gefertigt wird.

## Geschichte
Von 2007 bis 2022 war der Landy nahezu baugleich zum Nissan Serena. Im Rahmen eines Joint Venture zwischen Nissan und Suzuki wurde vereinbart, dass der Suzuki Alto als Nissan Pixo gebaut wird. Im Gegenzug verpflichtete sich Nissan dazu, an Suzuki Vans zu liefern. Im Juli 2022 wurde die vierte Generation der Baureihe vorgestellt, sie basiert fortan auf dem Toyota Noah. Es ist die erste Zusammenarbeit zwischen Toyota und Suzuki für den japanischen Markt.

## Die Baureihen im Überblick

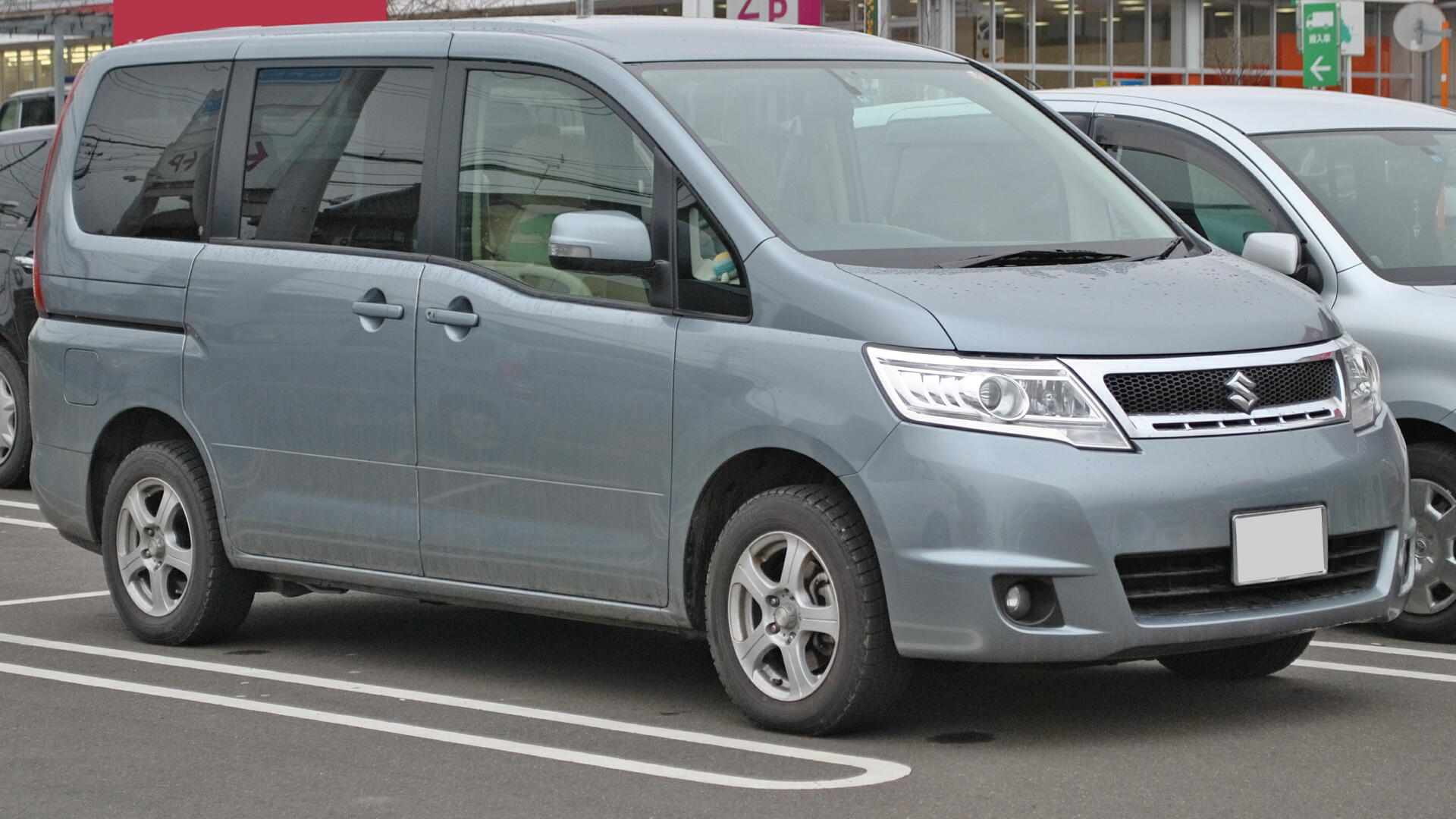
Suzuki Landy 2007–2010
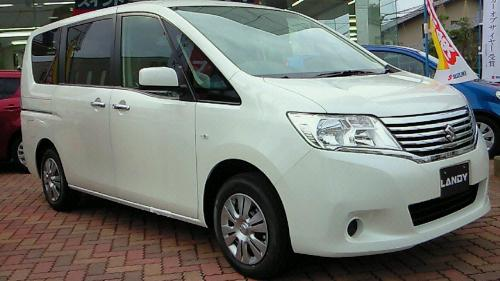
Suzuki Landy 2010–2016
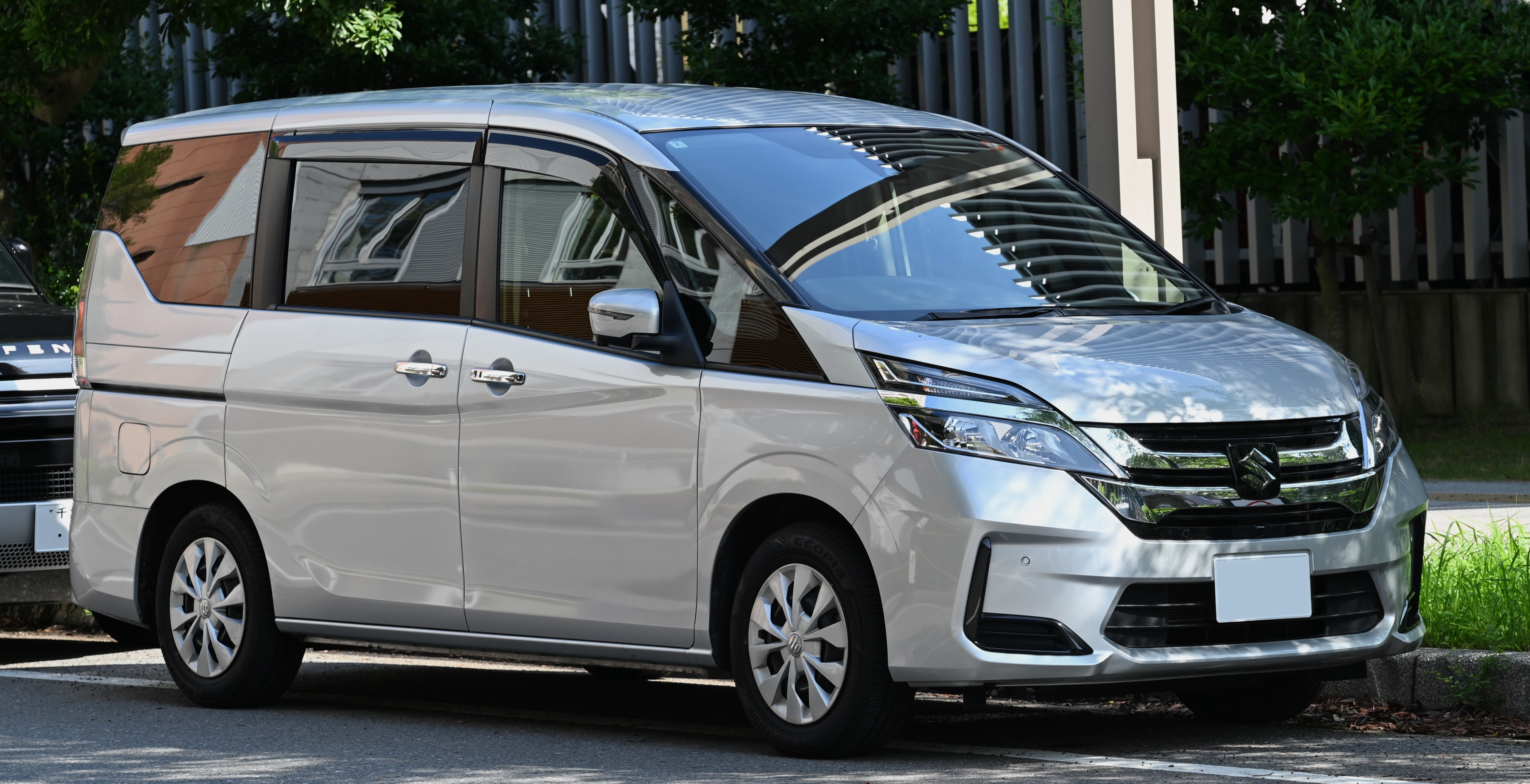
Suzuki Landy 2016–2022
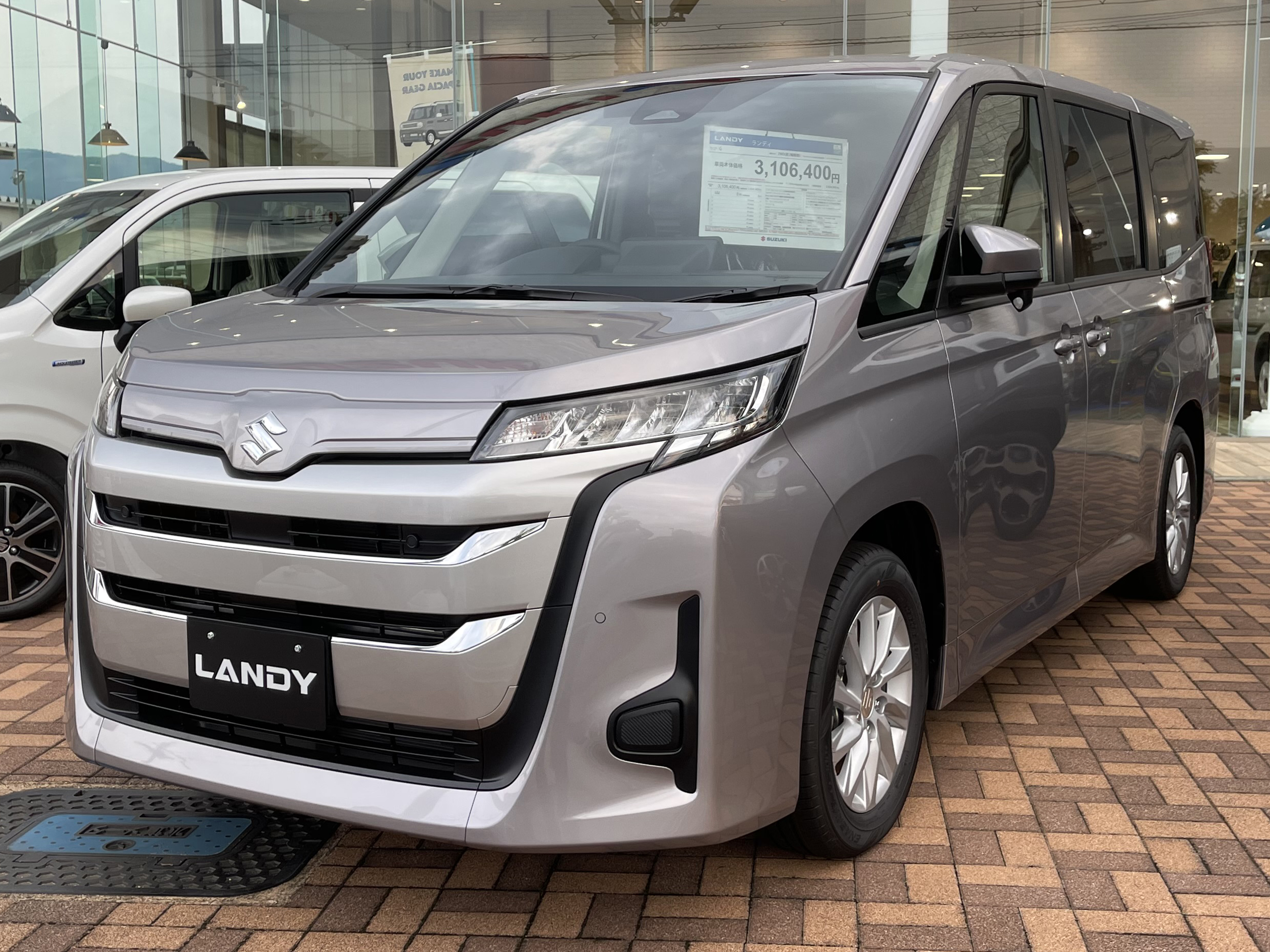
Suzuki Landy seit 2022